# Andile Jali
Andile Ernest Jali (Matatiele, Sudáfrica, 10 de abril de 1990) es un futbolista sudafricano que juega como centrocampista en el Chippa United F. C.

## Selección nacional
En 2010 formó parte de la preselección de Sudáfrica para participar en el Mundial.

### Goles con selección nacional
| Gol | Fecha                   | Sede                                          | Oponente   | Marcador | Resultado | Competencia                                             |
| --- | ----------------------- | --------------------------------------------- | ---------- | -------- | --------- | ------------------------------------------------------- |
| 1.  | 4 de septiembre de 2011 | Estadio General Seyni Kountché, Niamey, Níger | Níger      | 2 - 1    | 2 – 1     | Clasificación para la Copa Africana de Naciones de 2012 |
| 2.  | 8 de octubre de 2015    | Estadio Nacional, San José, Costa Rica        | Costa Rica | 0 - 1    | -         | Amistoso                                                |

## Clubes
| Club                      | País      | Año       |
| ------------------------- | --------- | --------- |
| Pretoria University F. C. | Sudáfrica | 2007-2009 |
| Orlando Pirates           | Sudáfrica | 2009-2014 |
| K. V. Oostende            | Bélgica   | 2014-2018 |
| Mamelodi Sundowns F. C.   | Sudáfrica | 2018-2023 |
| Moroka Swallows F. C.     | Sudáfrica | 2023-2024 |
| Chippa United F. C.       | Sudáfrica | 2024-     |